# Camillo Berlinghieri

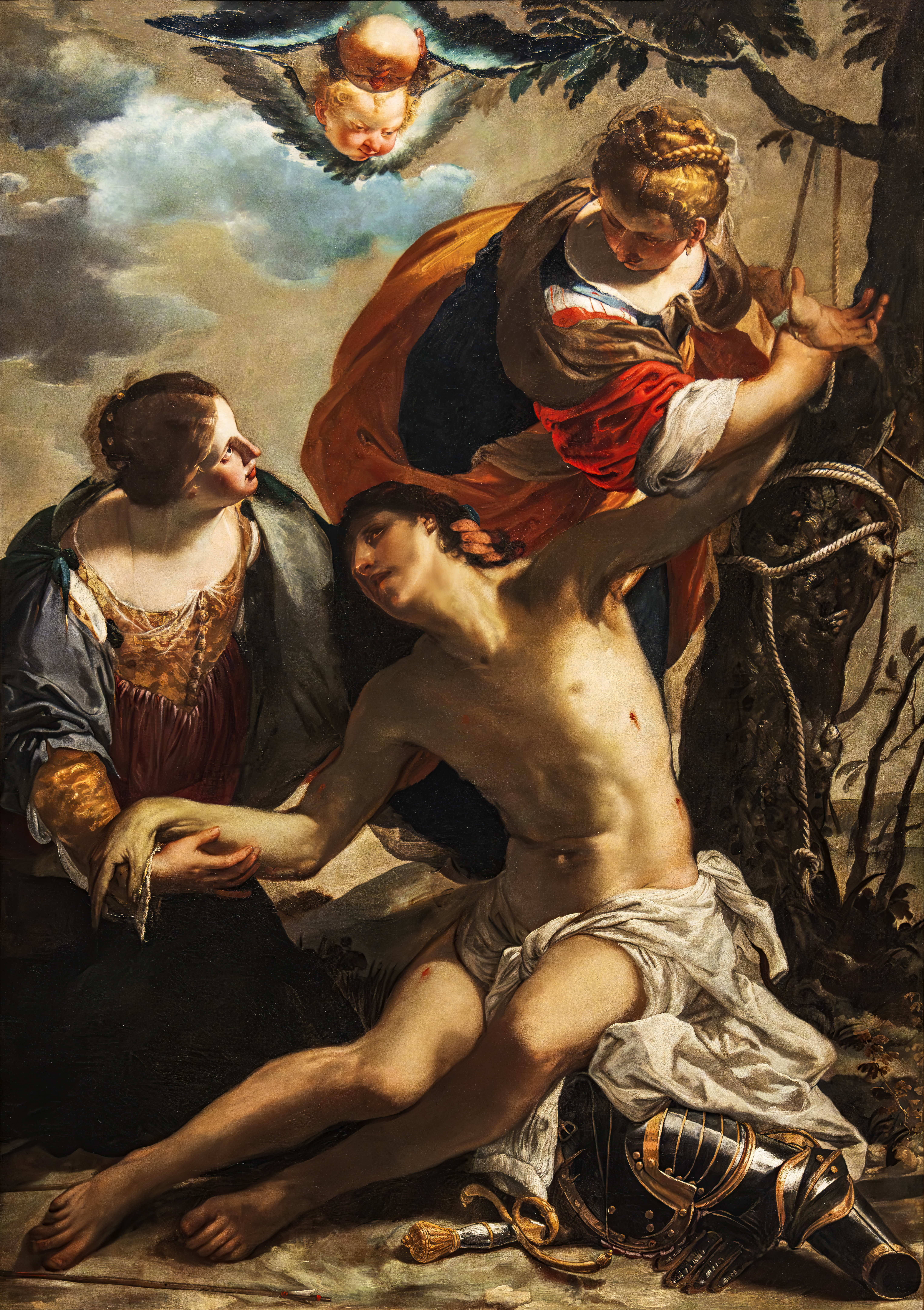
San Sebastiano curato dalle pie donne - Gallerie Accademia Venezia

Camillo Berlinghieri (Ferrara, 1590 o 1605 – Venezia, 1635) è stato un pittore italiano del barocco.

## Biografia
Nato a Ferrara fu allievo di Carlo Bononi. Tra i suoi dipinti una Raccolta della manna a San Niccolò e un'Annunciazione a Sant'Antonio Abbate a Ferrara. Le sue opere si trovano principalmente a Ferrara e a Venezia, dove fu chiamato Il Ferraresino. Morì a Venezia. 